# Župnija Vranja Peč
Župnija Vranja Peč je rimskokatoliška teritorialna župnija Dekanije Kamnik Nadškofije Ljubljana. Župnijska cerkev na Vranji Peči je posvečena sv. Urhu, škofu.